# Hedwig Jochmus

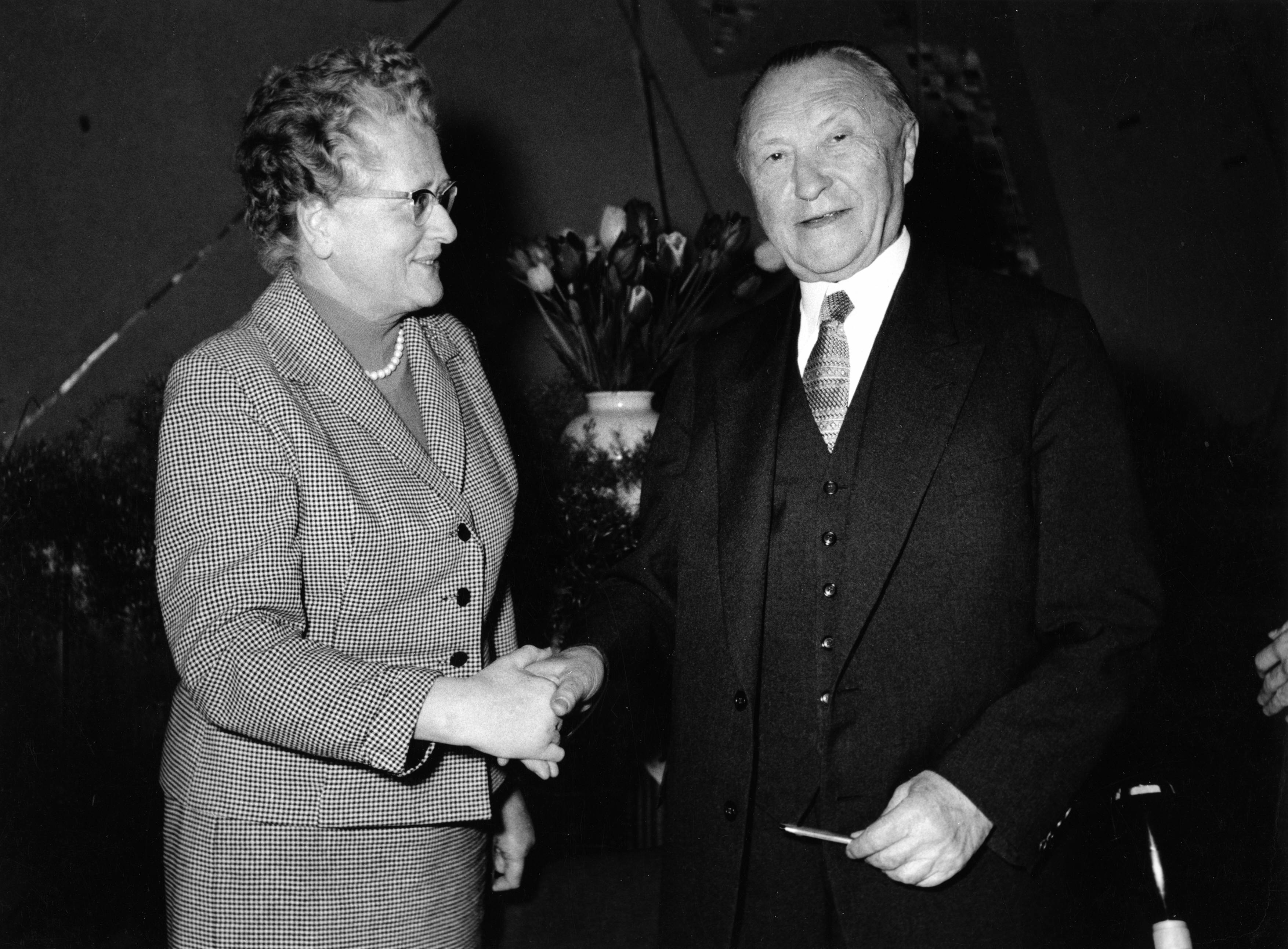
Hedwig Jochmus mit Konrad Adenauer (1960)

Hedwig Jochmus (* 22. Juni 1899 in Kassel; † 25. Juli 1993 in Heidelberg) war eine deutsche Politikerin der CDU. Sie war Mitglied des Bundestags von 1953 bis 1957 und des Landtags Baden-Württemberg von 1960 bis 1969.

## Leben
Hedwig Jochmus wurde in Kassel als Tochter des Bürgermeisters Hermann Jochmus geboren. Sie besuchte die Städtische Studienanstalt der realgymnasialen Richtung zu Cassel und erlangte dort ihr Abitur im Schuljahr 1918. Mit Untersuchungen über ungesättigte Ketone wurde sie 1926 an der Universität Halle-Wittenberg in Chemie promoviert. Anschließend arbeitete Jochmus als Chemikerin bei der IG Farbenindustrie in Ludwigshafen und nach dem Krieg bei der BASF. Sie ist Mitbegründerin des Bundes angestellter Akademiker in der IG Chemie.

## Partei
Hedwig Jochmus war Mitglied der CDU. Von 1956 bis 1966 war sie Bundesvorsitzende der Frauenvereinigung der CDU.

## Abgeordnete
Hedwig Jochmus gehörte dem Deutschen Bundestag von 1953 bis 1957 an. Sie wurde über die Landesliste der CDU in Baden-Württemberg gewählt. Ferner war sie von 1960 bis 1968 Abgeordnete des Wahlkreises Heidelberg-Stadt im Landtag von Baden-Württemberg.

## Ehrungen
Im Heidelberger Stadtteil Kirchheim wurde die Hedwig-Jochmus-Straße nach ihr benannt.
Am 21. April 1979 wurde im Schloss Ludwigsburg an Hedwig Jochmus der Verdienstorden des Landes Baden-Württemberg verliehen.